# Diplocephalus tiberinus
Diplocephalus tiberinus là một loài nhện trong họ Linyphiidae.
Loài này thuộc chi Diplocephalus. Diplocephalus tiberinus được Lodovico di Caporiacco miêu tả năm 1936.